# Wing Loong
Wing Loong (англ. Chengdu Pterodactyl 1; кит. трад. 翼龙; рус. Илун) — китайский разведывательно-ударный беспилотный летательный аппарат. Также в западных источниках встречается название «Pterodactyl 1».
По внешнему облику БЛА Wing Loong напоминает американские MQ-1 Predator и MQ-9 Reaper.
По утверждению западных специалистов представляет собой копию американских MQ-1 Predator и MQ-9 Reaper.
По утверждению китайских конструкторов Wing Loong является полностью самостоятельной разработкой и не является копией американских аналогов.

## Название
Название (кит. упр. 翼龙, пиньинь Yìlóng, палл. Илун) в переводе означает птеродактиль.

## История создания и производства
Авиационный научно-исследовательским институт Чэнду (англ. Chengdu) начал проект Wing Loong («Птеродактиль») в 2005 году. В 2009 был осуществлён первый полёт.
Сообщалось, что проект учитывает в будущем продажу БЛА в третьи страны, в связи с чем осуществление проекта будет вестись с соблюдением прав на интеллектуальную собственность. Первый образец Wing Loong поднялся в воздух в 2007 году (по другим данным, в 2009 г.).
В 2008 году на выставке Airshow China состоялась демонстрация макета; с 2010 года на выставку был предоставлен полноценный образец машины.

## Конструкция

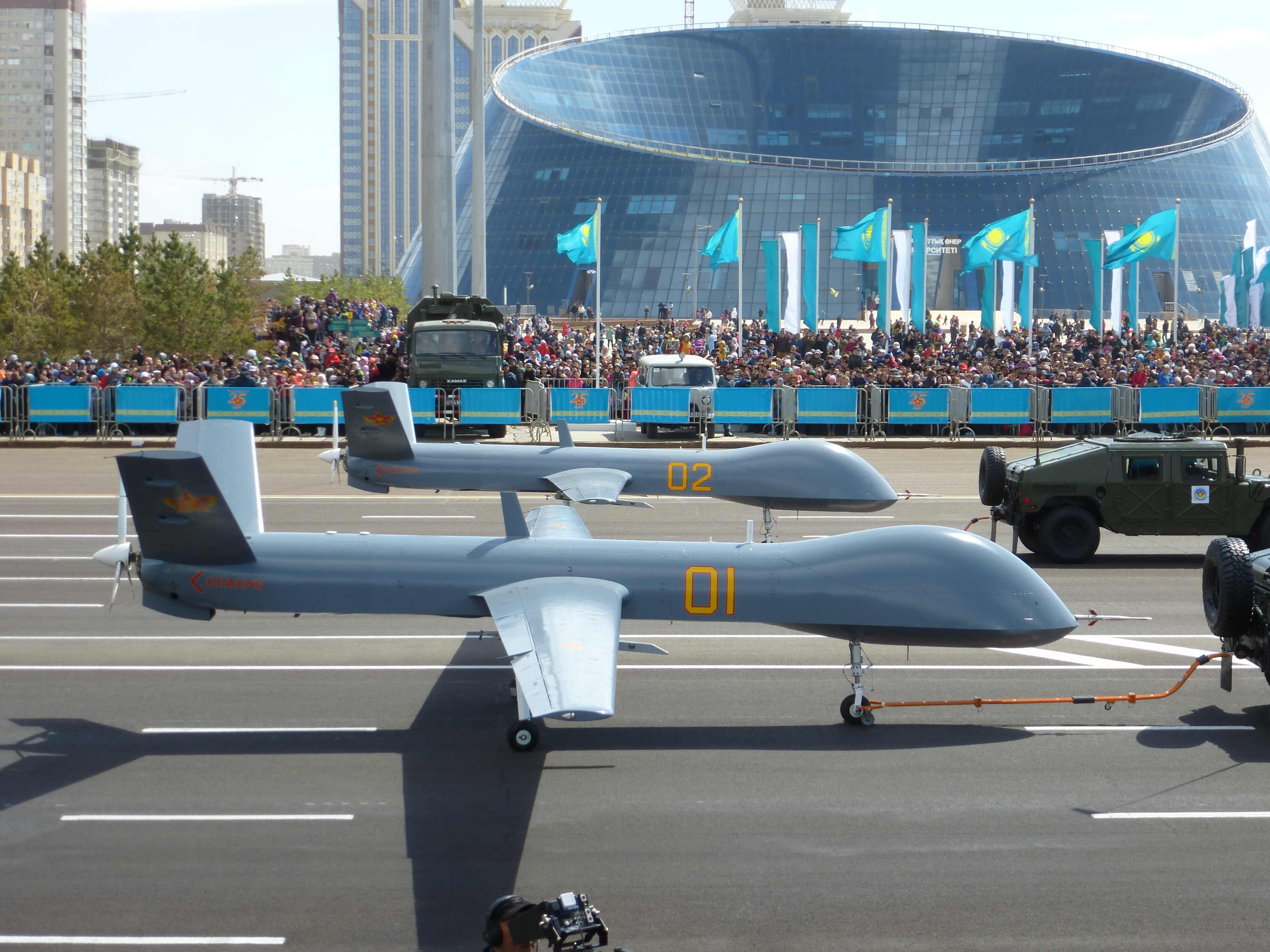
БЛА Wing Loong — вид сбоку.
Астана. 2017 год

Как и американские аналоги MQ-1 Predator БЛА Wing Loong имеет удлинённый фюзеляж характерной формы. Днище фюзеляжа выполнено плоским, остальные части фюзеляжа закруглены.
В носовой части расположен крупный обтекатель, из-за которого БЛА имеет сходство с пилотируемыми планерами. Под обтекателем в головной части днище образует изогнутый профиль. Под головным обтекателем расположен модуль с аппаратурой наблюдения
БЛА выполнен по схеме среднеплан с крыльями большого удлинения, для увеличения продолжительности полёта.
Хвостовое оперение представляет собой один V-образный стабилизатор направленный вверх от фюзеляжа (в отличие от MQ-1 Predator, у которого он направлен вниз). Стабилизатор состоит из двухсекционных рулей; в зависимости от направления отклонения они работают как рули высоты или как рули направления.
Механизация крыла включает в себя элероны и закрылки.
Шасси БЛА имеет трёхточечную схему с одним колесом на каждой стойке. В полёте носовая стойка складывается вперёд в нишу фюзеляжа. Основные опоры также укладываются в фюзеляж с разворачиванием вокруг своей оси.
Двигатель находится в задней части фюзеляжа. Он приводит в движение трёхлопастной толкающий винт с изменяемым шагом лопастей.
В носовой части фюзеляжа под днищем находится блок оптико-электронного оборудования. Внутри поворотного сферического обтекателя размещается набор систем, предназначенных как для круглосуточного наблюдения за обстановкой в заданном районе, так и для поиска целей и контроля результатов стрельб при выполнении боевых задач.

## Стоимость
Агентство «Рейтер» утверждает, что КНР продает БЛА «Илун» всего за 1 миллион долларов США, что существенно ниже, чем цена MQ-1 Predator и MQ-9 Reaper (30 миллионов долларов для MQ-9).

## Модификации
27 февраля 2017 года агентство «Синьхуа» процитировало главного конструктора БЛА «Илун» Ли Идона (Li Yidong), который заявил о совершении первого полёта разведывательно-ударного БЛА Wing Loong-2 (Wing Loong II).
Отличиями второй модификации от первой стала бо́льшая взлётная масса (4200 против 1100 кг), размах крыльев (20,5 против 14 метров), длина фюзеляжа (11 против 9,05 метра), высота (4,1 против 2,7 метра), максимальная высота полёта (9000 против 5000 метров) а также продолжительность полёта (32 против 20 часов) и максимальная скорость полёта (340 против 280 км/ч). Также конструктивным отличием от первой модификации является наличие подфюзеляжного киля (как на MQ-9 Reaper).

## Эксплуатация
- Китай — на вооружении ВВС НОАК[6][7][8]
- Египет — более 4-х единиц Wing Loong I по состоянию на 2023 год[9]
- Казахстан — 2 единицы приобретены в 2016, на вооружении Сил воздушной обороны[6]
- Марокко — Wing Loong на вооружении по состоянию на 2023 год[9]
- Нигерия — более двух Wing Loong II на вооружении по состоянию на 2023 год[9]
- Саудовская Аравия — поставлены в 2014 году[6][8]
- ОАЭ — Wing Loong I и Wing Loong II на вооружении по состоянию на 2023 год[9], поставлены в 2011 году[6][7][8]
- Эфиопия — Wing Loong I на вооружении по состоянию на 2023 год[9]
- Узбекистан — Wing Loong I на вооружении по состоянию на 2023 год[9]

## Характеристики

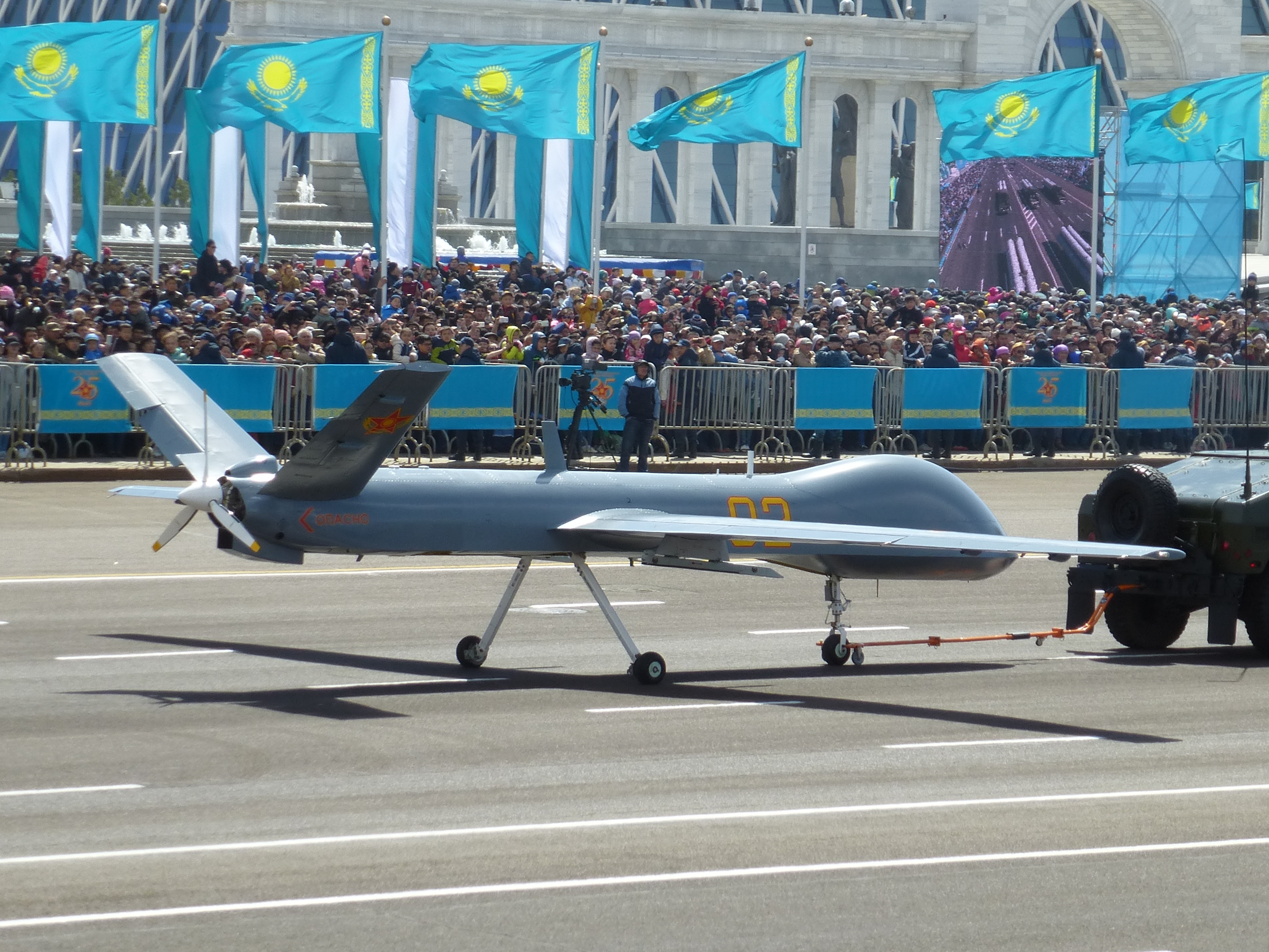
БЛА Wing Loong — вид сзади.
Астана. 2017 год

БЛА Wing Loong имеет следующие характеристики:
- Автономность: 20 часов
- Дальность: 4 000 км
- Длина: 9,05 метров
- высота: 2,77 метра
- Размах крыльев: 14 м
- Вес: 1 100 кг (максимальный)
- Полезная нагрузка: 200 кг
- Максимальная скорость: 280 км/ч
- Практический потолок: 5 000 метров
- Двигатель: нет данных

### Вооружение
Может нести следующие бомбы серии FT PGB:
- FT-10 — малые авиационные бомбы 25 кг
- FT-9 — малые авиационные бомбы 50 кг
- FT-7 — малая авиационная бомба до 130 кг с оперением для планирования
- GB7
- GB4

Может нести ракеты класса «воздух—земля»:
- AKD-10
- BRM1